# Dicladispa haffi
Dicladispa haffi es una especie de insecto coleóptero de la familia Chrysomelidae.
Fue descrita científicamente en 1961 por Uhmann.